# Ассиотис, Димитрис
Димитрис Ассиотис (греч. Δημήτρης Ασσιώτης; 31 марта 1971, Никосия, Кипр) — кипрский футболист, полузащитник. Выступал за сборную Кипра.

## Биография

### Клубная карьера
На профессиональном уровне дебютировал в составе клуба «Олимпиакос» (Никосия), за основной состав которого выступал в чемпионате Кипра начиная с сезона 1987/88. Летом 1992 года подписал контракт с клубом «Анортосис». В его составе выступал на протяжении пяти сезонов и провёл 105 матчей в высшей лиге, в которых забил 19 голов, а также дважды стал чемпионом страны. Сезон 1997/98 провёл в составе клуба «Этникос» (Ахна), а затем вернулся в «Олимпиакос», где провёл ещё несколько лет. В 2003 году сыграл 5 матчей за «Неа Саламину». В сезоне 2004/05 выступал за «Арис» (Лимасол), после чего завершил карьеру.

### Карьера в сборной
В состав сборной Кипра вызывался нерегулярно, всего провёл в её составе 6 матчей.
Дебютировал за сборную Кипра 27 февраля 1991 года в товарищеском матче со сборной Греции, в котором вышел на замену на 57-й минуте вместо Павлоса Саввы. В 1995—1996 годах сыграл за сборную ещё 4 матча, в том числе один в рамках отборочного турнира чемпионата Европы 1996 против сборной Испании (0:6). Последний матч за сборную провёл 2 февраля 2000 года против сборной Литвы.

## Достижения
«Анортосис»
- Чемпион Кипра: 1994/95, 1996/97

## Личная жизнь
- Сын Андреас Ассиотис (р. 1996) — также стал футболистом.